# 拉福雷欧夫赖
拉福雷欧夫赖（法語：La Forêt-Auvray，法語發音：[la fɔʁɛ ovʁɛ] ⓘ）是法国奥恩省的一个旧市镇，位于该省北部偏西，属于阿让唐区。2016年1月1日，拉福雷欧夫赖和相邻的另外8个市镇合并为新市镇皮唐日勒拉克（Putanges-le-Lac）。

## 地理
拉福雷欧夫赖（48°48'42"N, 0°20'32"W）面积10.96 平方千米，位于法国诺曼底大区奧恩省，该省份为法国西北部内陆省份，北起顺时针与卡爾瓦多斯省、厄尔省、厄尔-卢瓦省、萨尔特省、马耶讷省和芒什省接壤。
与拉福雷欧夫赖接壤的市镇（或旧市镇、城区）包括：莱西勒巴尔代勒、布雷埃、梅尼勒埃尔梅、奥恩河畔圣奥贝尔、圣奥诺里内-拉吉洛姆、奥恩河畔圣菲尔贝。

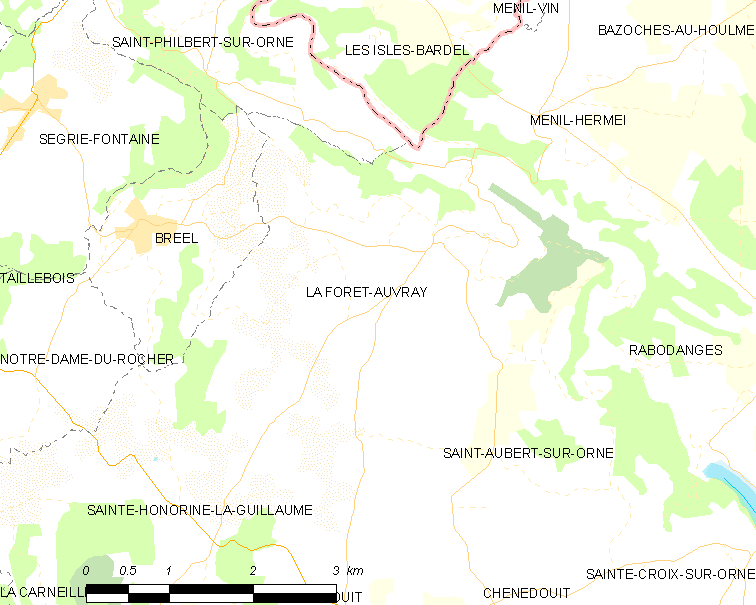
拉福雷欧夫赖的OSM定位图

拉福雷欧夫赖的时区为UTC+01:00、UTC+02:00（夏令时）。

## 行政
拉福雷欧夫赖的邮政编码为61210，INSEE市镇编码为61174。

## 政治
拉福雷欧夫赖所属的省级选区为阿蒂斯-瓦勒德鲁夫尔县。

## 人口

1962-2008年间拉福雷欧夫赖人口变化图示

拉福雷欧夫赖于2018年1月1日时的人口数量为171人。